# آي أس ايه 95
آي أس ايه - 95 هو اختصار لمعيار المعهد القومي الأمريكي للمعايير ANSI/ISA-95 وهو معيار عالمي لتطوير تداخل الآلي بين المؤسسة ونظم التحكم. وقد تم تطوير هذا المعيار للمصنّعين العالميين. تم تطويره ليتم تطبيقه في جميع الصناعات، وجميع أنواع الإجراءات، مثل إجراءات دفعات الإنتاج والإجراءات المستمرة والمتكررة.
أهداف هذا المعيار هي توفير المصطلحات متسقة تكون أساساً للتواصل بين المورد والشركة المصنعة، وتقديم نماذج معلومات متسقة، وتوفير نماذج عمليات متناسقة تشكل الأساس لتوضيح وظيفة وكيفية تطبيق المعلومات التي سيتم استخدامها.
اللجنة الدولية للتقانة الكهربائية أصدرت مجموعة المعايير آي إي سي 62264 (IEC 62264) بالاستناد لمعيار آي أس ايه -95.